# Karl-Erik Taukar
Karl-Erik Taukar (ur. 1 marca 1989 w Viljandi) – estoński piosenkarz i basista.

## Życiorys

### Edukacja
Studiował dziennikarstwo na Uniwersytecie w Tartu.

### Kariera
Karierę muzyczną rozpoczął w 2012 udziałem w przesłuchaniach do piątej edycji programu Eesti otsib superstaari, będącego estońską wersją formatu Pop Idol. Zakwalifikował się do stawki finałowej. Zajął ostatecznie czwarte miejsce, odpadając w siódmym odcinku finałowym. W trakcie swojego udziału w programie zaśpiewał piosenki, takie jak m.in. „Learn to Fly” zespołu Foo Fighters, „Can’t Take My Eyes Off You” Frankiego Valli, „Feel” Robbie’ego Williamsa i „Born This Way” Lady Gagi, którą wykonał w duecie z Janą Kask. W grudniu 2012 premierę miał singiel „Põhjatuul” zespołu Triin Niitoja & John4, którego Taukar był basistą.
Wiosną 2013 wziął udział w pierwszej edycji programu Su nägu kõlab tuttavalt, będącego estońską wersją programu Your Face Sounds Similar. Zajął siódme miejsce na ośmiu wykonawców, zdobywając łącznie 174 punkty. W trakcie udziału w programie wcielił się w postacie, takie jak m.in. Dr. Alban, Maarja-Liis Ilus, Enrique Iglesias, Dana International i Freddie Mercury. Pod koniec sierpnia 2013 wydał swój debiutancki solowy singiel – „Seitsme tuule poole”. W kwietniu 2014 wydał piosenkę „Vastupandamatu”, będącą drugim singlem z jego debiutanckiego albumu studyjnego, zatytułowanegoVääramatu jõud, której premiera odbyła się 13 listopada 2014. W grudniu wyruszył z Lenną Kuurmaą w świąteczną trasę koncertową po Estonii. 
W styczniu 2015 odebrał dwie nagrody podczas gali wręczenia estońskich nagród muzycznych Eesti Muusikaauhinnad 2015, wygrywając statuetki w kategoriach Najlepszy artysta roku i Najlepsza płyta popowa roku. W tym samym roku wystąpił z piosenką „Päev korraga” w krajowych eliminacjach eurowizyjnych Eesti Laul 2015. Zajął szóste miejsce w półfinale, przez co nie awansował do finału. We wrześniu zaprezentował teledysk do singla „Segased lood”.
W styczniu 2016 wraz z Liis Lemsalu poprowadzili galę Eesti Muusikaauhinnad 2016. W czerwcu wydał singiel „Tähti täis on öö”, który znalazł się na jego drugim albumie studyjnym, zatytułowanym Kaks, który został wydany w tym samym roku.

## Dyskografia

### Albumy studyjne
- Vääramatu jõud (2014)
- Kaks (2016)